# كابل لليغوي (ملفر)
كابل لليغوي (بالإنجليزية: Capel Lligwy)‏ هي كنيسة تقع في المملكة المتحدة في Rhos Lligwy, Anglesey.